# CinefestOZ
CinefestOZ és un festival de cinema anual que té lloc durant cinc dies a la regió del sud-oest d'Austràlia Occidental. A més, IndigifestOZ és una secció del festival dedicada als cineastes indígenes australians. El premi de cinema CinefestOZ, dotat amb 100.000 dòlars australians, és el premi cinematogràfic més generós del país.

## Història
El festival de cinema CinefestOZ va ser fundat l'any 2008 per David Barton i Helen Shervington, «com a celebració cultural del bicentenari francès de l'exploració dels antípodes del sud-oest d'Austràlia Occidental». La pel·lícula d'obertura del festival inaugural va ser l'aclamada pel·lícula australiana Black Balloon. El festival També organitza IndigifestOZ des del 2015.
Els esdeveniments tenen lloc a Busselton, la regió vinícola del riu Margaret, Bunbury, Dunsborough i Augusta. El festival mostra pel·lícules australianes i franceses i atorga el Premi CinefestOZ de 100.000 $ a llargmetratges i documentals projectats per primera vegada a Austràlia Occidental.
El festival 2021 va ser la 14a edició i va tenir lloc del 25 al 29 d'agost de 2021. El llargmetratge documental Under the Volcano, produït per Cody Greenwood i dirigit per Gracie Otto, es va estrenar a Austràlia en el festival, i Akoni, una pel·lícula sobre un refugiat nigerià que malda per integrar-se a la societat australiana, de la cineasta Genna Chanelle Hayes, es va estrenar. La pel·lícula dramàtica australiana Nitram, basada en la massacre de Port Arthur de 1996, va guanyar el Film Prize 2021.